# Benjamin Wills Newton

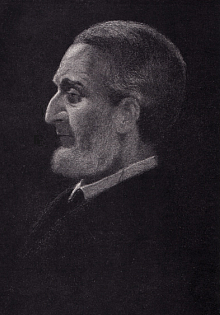
Benjamin Wills Newton

Benjamin Wills Newton (* 12. Dezember 1807 in Plymouth Dock, England; † 26. Juni 1899 in Tunbridge Wells, England) war ein englischer Prediger und Autor.

## Leben
Newton stammte aus einer Quäkerfamilie und wuchs wegen des frühen Todes seines Vaters bei seinem Großvater auf. 1824 immatrikulierte er sich am Exeter College in Oxford. Drei Jahre später erlebte er dort eine Bekehrung und wandte sich vom Quäkertum ab. Ab 1828 beschäftigte er sich – angeregt durch Francis William Newman (1805–1897), der wiederum von John Nelson Darby beeinflusst worden war – mit Fragen der biblischen Prophetie. Aufgrund seiner nonkonformistischen Sympathien ließ er seinen ursprünglichen Plan, sich als Geistlicher der anglikanischen Kirche ordinieren zu lassen, fallen und kehrte im November 1831 dauerhaft nach Plymouth zurück, um dort als Privatlehrer seinen Lebensunterhalt zu verdienen. Im März 1832 heiratete er Hannah Abbott.
Bereits in Oxford hatte er John Nelson Darby kennengelernt und war von diesem so beeindruckt worden, dass er ihn 1830 nach Plymouth einlud. Gemeinsam mit dem Marineoffizier Percy Francis Hall, der schon seit längerem evangelistisch aktiv war, begannen sie in der Gegend von Plymouth zu predigen und Zusammenkünfte abzuhalten. Ab Dezember 1831 geschah dies in der eigens zu diesem Zweck gekauften Providence Chapel. Einen Monat später kam es dort zur Gründung einer Brüdergemeinde, die aufgrund ihres schnellen Wachstums bald überregional bekannt wurde und der ganzen Bewegung die Bezeichnung „Plymouth Brethren“ eintrug.
Nachdem Darby und Hall Plymouth verlassen hatten, spielte Newton in der dortigen Gemeinde die führende Rolle. 1845 kam Darby zurück und warf ihm vor, sich eine klerikale Position anzumaßen und die „freie Wirksamkeit des Heiligen Geistes“ zu behindern. Nach mehrmonatigen Auseinandersetzungen trennte sich Darby von Newton und gründete mit einer Minderheit von dessen Gemeinde eine neue Gemeinde in Plymouth.
1847 geriet Newton aufgrund seiner Lehren über die Leiden Christi auch in seiner eigenen Gemeinde unter Beschuss und verließ Plymouth. Er zog nach London und gründete dort eine eher calvinistisch orientierte Gemeinde, die mit der Brüderbewegung keine Verbindung mehr hatte und der er als alleiniger Prediger diente. Daneben widmete er sich dem Schreiben von Bibelkommentaren und anderen theologischen Werken.
Seinen Ruhestand verbrachte Newton zunächst in Orpington, dann in Newport (Isle of Wight) und ab 1896 in Tunbridge Wells.

## Schriften
Ein Verzeichnis von Newtons Schriften findet sich im Katalog des Christian Brethren Archive (Universitätsbibliothek Manchester). In deutscher Übersetzung erschienen u. a.:
- Ueber die Rechtfertigung. Erklärung von Römer 5, 1–11. Wupperthaler Traktat-Gesellschaft, Barmen 1860.
- Ueber die ewige Versöhnung. 1. B. Mose 3., Römer 5. Ein Tractat. Fricke, Halle 1860.
- Das Brandopfer (3. Buch Mose 1. Kapitel) als Typus auf Christus biblisch erörtert (= Gedanken über Theile des Dritten Buches Mose, 1). Fricke, Halle 1861.
- Das Blut, welches uns selig macht. Niedersächsische Gesellschaft zur Verbreitung Christlicher Erbauungsschriften, Hamburg 1862.
- Ueber die Annahme bei Gott. Niedersächsische Gesellschaft zur Verbreitung Christlicher Erbauungsschriften, Hamburg 1862.